# R. K. Rubugunday
Raghunath Krishna Rubugunday (* 1918 in Madras; † 2000 ebenda) war ein indischer Mathematiker.
Er war der Neffe (von der Vaters-Seite) des Mathematikers K. Ananda Rau. Rubugunday studierte am Presidency College in Madras mit dem Bachelor-Abschluss (mit Bestnoten) und absolvierte 1938 an der Universität Cambridge die Tripos-Prüfungen, in denen er im zweiten Teil Wrangler war. Zu seinen Lehrern in Cambridge zählte Godfrey Harold Hardy.  Danach war er wieder in Indien, wo er an verschiedenen Universitäten lehrte und zuletzt die Mathematik-Abteilung an der Universität von Sagar (heute Dr. Hari Singh Gour University) leitete.
Rubugunday ist für Beiträge zur Zahlentheorie und speziell dem Waring-Problem bekannt.